# Редько, Светлана Геннадьевна
Светлана Геннадьевна Редько (27 февраля 1992, Гулькевичи, Краснодарский край) — российская футболистка, полузащитница.

## Биография
Воспитанница ДЮСШ г. Гулькевичи. В юности пробовала силы в звенигородском Училище олимпийского резерва.
С 2010 года начала выступать за клуб «Кубаночка» (Краснодар). Дебютировала в высшей лиге России 16 июня 2010 года в матче против клуба «Рязань-ВДВ», заменив на 28-й минуте Галину Гладкую. Несколько лет была регулярным игроком ротации своего клуба, чаще выходя в стартовом составе, однако к 2014 году стала выпадать из основы и по окончании сезона 2015 года завершила карьеру. Всего за шесть лет провела в высшем дивизионе 83 матча и забила 1 гол — 10 июля 2011 года в ворота «Рязань-ВДВ». Со своим клубом становилась финалисткой Кубка России 2014 и 2015 годов, однако в обоих финалах не выходила на поле.
В составе студенческой сборной России принимала участие в летней Универсиаде 2013 года в Казани и сыграла 3 матча, россиянки заняли девятое место на турнире.
Училась на экономическом факультете КубГУ.